# توم دوركين (صحفي رياضي)
توم دوركين (بالإنجليزية: Tom Durkin)‏ هو صحفي رياضي أمريكي، ولد في 30 نوفمبر 1950.